# Miss Jackie of the Navy
Miss Jackie of the Navy è un film muto del 1916 diretto da Harry A. Pollard.
Nel 1917, ne venne fatto un sequel dal titolo Miss Jackie of the Army.

## Trama
Tutti i marinai di stanza in una città californiana sono innamorati di Jacke Holbrook. L'unico che sembra insensibile alle grazie della ragazza è il capitano Robert Crowne. Eccitata dalla sfida, Jackie decide che deve aggiungerlo a tutti i costi alla lista delle sue conquiste. Per raggiungere il suo scopo, travestita da marinaio, Jackie di imbarca sulla nave comandata da Crowne che fa rotta verso l'isola di Vergania per sedare una rivolta degli indigeni. Sull'isola, il capitano viene preso prigioniero dai rivoltsosi che si preparano a sacrificarlo. Alla testa di una missione di soccorso, Jackie porta in salvo Crownw che, dopo avere scoperto che il marinaio che l'ha salvato è una donna, colpito dal suo coraggio e dalla bellezza della ragazza, si innamora di lei, tanto da proporle subito di sposarla.

## Produzione
Il film, prodotto dalla Harry Pollard Productions, venne girato nell'ottobre 1916.

## Distribuzione
Distribuito dalla A Mutual Star Production, il film uscì nelle sale cinematografiche degli Stati Uniti il 30 novembre 1916. In Svezia, fu distribuito il 7 gennaio 1918 con il titolo Fröken Jackie från flottan, in Danimarca il 2 settembre 1918 come Miss Jackie fra Flaaden.
Non si conoscono copie ancora esistenti della pellicola che viene considerata presumibilmente perduta.